# ژاک لگرا
ژاک لگرا (فرانسوی: Jacques Legras‎؛ ‏ ۲۵ اکتبر ۱۹۲۳ – ۱۵ مارس ۲۰۰۶) بازیگر اهل فرانسه بود.
از فیلم‌ها یا برنامه‌های تلویزیونی که وی در آن نقش داشته‌است، می‌توان به کاترین و شرکا، سه تفنگدار، ازدواج کرده‌های سال دو، زن ضربدر هفت، لیدی ال و قهرمان‌ها دهانشان بوی شیر نمی‌دهد اشاره کرد.